# Xã Mifflin, Quận Columbia, Pennsylvania
Xã Mifflin (tiếng Anh: Mifflin Township) là một xã thuộc quận Columbia, tiểu bang Pennsylvania, Hoa Kỳ. Năm 2010, dân số của xã này là 2.322 người.